# Hugenotenoorlogen
De Hugenotenoorlogen (Frans: Guerres de religion, "Godsdienstoorlogen") waren een reeks conflicten tussen katholieken en (protestantse) hugenoten in Frankrijk vanaf het midden van de zestiende eeuw tot de afkondiging van het edict van Nantes in 1598.

## Voorgeschiedenis
Het protestantisme had tot het midden van de zestiende eeuw geen rol van betekenis gespeeld in koninkrijk Frankrijk, waar de latere reformator Johannes Calvijn in 1509 was geboren. Van toen af ging echter binnen een periode van iets meer dan tien jaar de helft van de Franse adel over tot het calvinisme. De redenen voor deze massale bekering liepen waarschijnlijk sterk uiteen: sommigen deden het uit overtuiging, anderen misschien uit afkeer van de in hun ogen te machtige Rooms-Katholieke Kerk als organisatie. Ook zullen er bij zijn geweest die de bezittingen van de Kerk in het vizier hadden. Tot de bekeerlingen hoorde het huis Bourbon, een van de machtigste heersende dynastieën in Frankrijk.
Tijdens het bewind van de absoluut regerende en repressieve vorst Hendrik II (vanaf 1547) waren de spanningen nog wel onder controle te houden, maar hij kwam in 1559 op 40-jarige leeftijd om het leven nadat hij bij een riddertoernooi een lans in een oog had gekregen. Hij werd opgevolgd door zijn 15-jarige ziekelijke zoon Frans II, met zijn moeder, koningin Catharina de' Medici als regentes. De Medici was via haar familie in Italië nauw verbonden met de hoogste rangen in de Rooms-Katholieke Kerk: haar vader, Lorenzo II de' Medici, was een neef van paus Leo X. Zij probeerde haar eigen koers te varen en zich te onttrekken aan de knellende greep op de troon van haar adviseurs, de katholieke hertog Frans van Guise en diens broer Karel, kardinaal van Lotharingen. In maart 1560 probeerde de protestantse samenzweerders van Amboise de koning te ontvoeren. Het complot werd verijdeld, maar er volgde een mildering van de geloofsvervolging. 
Na een regeringsperiode van 17 maanden stierf Frans II in december 1560. Hij werd opgevolgd door Catharina's tweede zoon, de tienjarige Karel IX. Catharina, die als regentes vooral uit was op behoud van de rust en van de macht voor het huis Valois, zocht toenadering tot het huis Bourbon, waartoe de calvinist Hendrik van Navarra behoorde, en de gematigde katholiek Frans van Montmorency, voorheen de gunsteling van Hendrik II.

## Verloop

### Eerste drie oorlogen (1562–1570)
Catharina's toenaderingspogingen, zoals deze in Poissy (1561) en nadien, mislukten door haar onervarenheid en door het fanatisme van haar kinderen en van de broers Guise. Frans van Guise richtte in 1562 het bloedbad van Wassy aan. Dit kan als startsein voor de Hugenotenoorlogen beschouwd worden. De Eerste Hugenotenoorlog liep van 1562 tot 1563. De Tweede Hugenotenoorlog duurde van 1567 tot 1568, en kende de Verrassing van Meaux en de Michelade in Nîmes. De Tweede Hugenotenoorlog werd afgesloten met de Vrede van Longjumeau. De Derde Hugenotenoorlog (1568-1570) begon op aanstoken van paus Pius V. In deze oorlog vond de Slag bij Moncontour (1569) plaats, met troepen van Willem de Zwijger.
De hugenoten wisten in drie korte oorlogen een zekere mate van tolerantie af te dwingen. Frans van Guise zelf sneuvelde al in 1563.

### Bartholomeusnacht en vierde oorlog (1572–1573)
In het voorjaar van 1572 slaagde de calvinistische admiraal Gaspard de Coligny erin Catharina over te halen tot een anti-Spaanse en meer tolerante godsdienstpolitiek. Het huwelijk van Catharina's dochter Margaretha (zeer tegen haar zin) en de calvinist Hendrik van Navarra moest hieraan vaste vorm geven. De tegenstellingen die hiermee overbrugd moesten worden, bleken echter te groot. Enkele dagen na de bruiloft, toen vele protestantse leiders nog in Parijs waren, werd de calvinistische leider Coligny vermoord. Dit bleek de lont in het kruitvat te zijn. Deze bruiloft zou de geschiedenis ingaan als de bloedbruiloft, die begon met een moordpartij in de Bartholomeusnacht.
In de nasleep werden uiteindelijk ongeveer 30.000 hugenoten in heel Frankrijk vermoord. Coligny was een van de eerste slachtoffers. Hendrik van Navarra werd verplicht zich tot het katholicisme te bekeren. Karel IX stelde zich verantwoordelijk voor de Bartholomeusnacht, hoewel zijn moeder en Hendrik I van Guise, zoon van Frans en ex-minnaar van Margareta, vermoedelijk de belangrijkste aanstichters waren. In de daarop volgende vierde hugenotenoorlog (1572-73) werden de hugenoten in Zuid-Frankrijk in een klein aantal vrijsteden teruggedrongen.

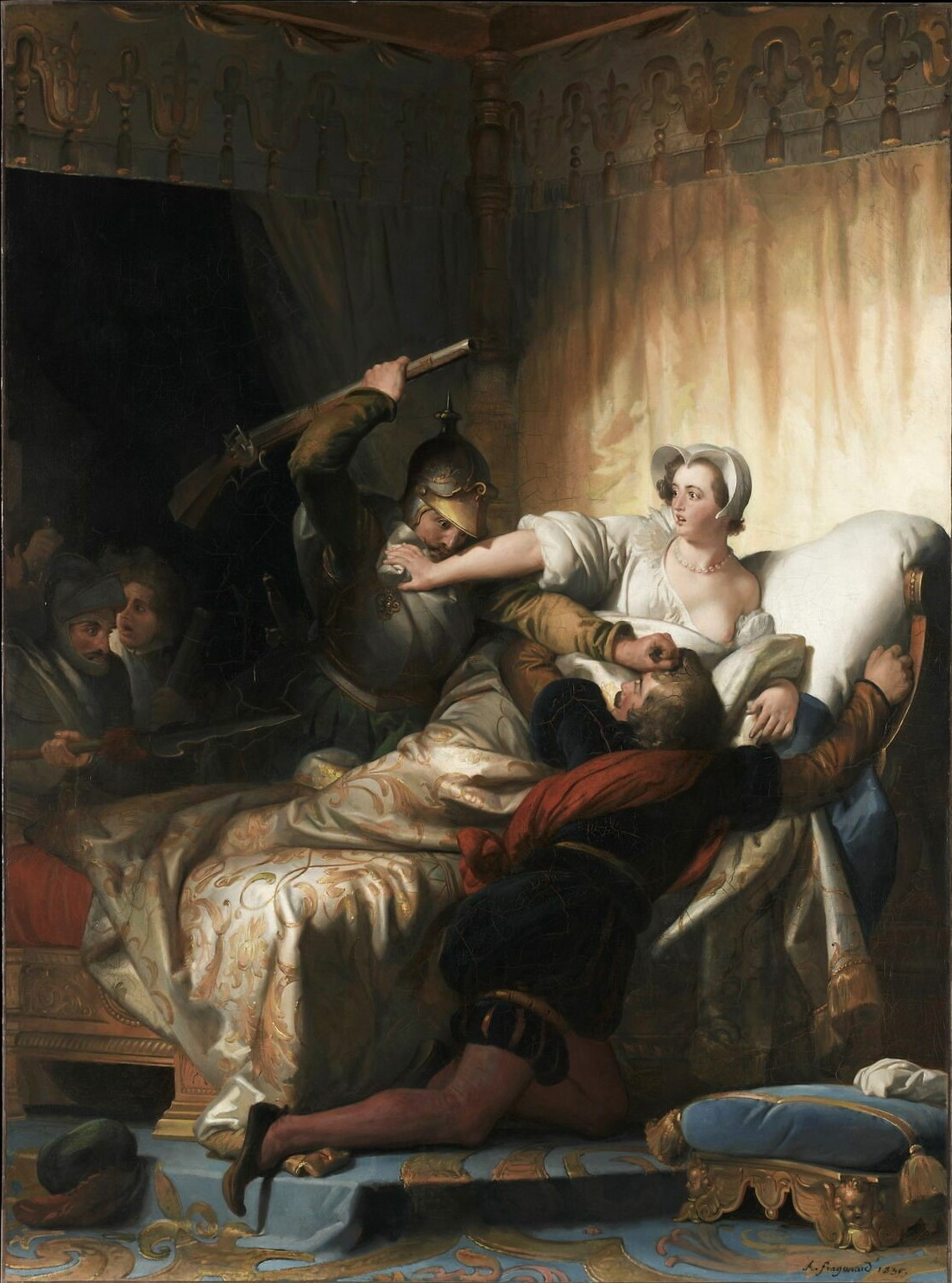
Na de bloedbruiloft zoekt een protestantse edelman toevlucht in Margareta's slaapkamer, volgens haar memoires. 19e-eeuws schilderij van Alexandre-Évariste Fragonard

### Vijfde, zesde en zevende oorlog (1574–1580) en successiecrisis (1584)
In 1574 stierf Karel IX al op 24-jarige leeftijd. Hij werd opgevolgd door Catharina's derde zoon, de toen 23-jarige Hendrik III. In religieus opzicht was hij gematigd en zijn seksuele voorkeur werd in twijfel getrokken; zijn huwelijk met Louise van Lotharingen bleef kinderloos. Zijn broer kroonprins Frans van Anjou was bijna openlijk homoseksueel en bleef ongehuwd. Hij steunde de protestantse opmars naar het katholieke Parijs in het voorjaar van 1576, en bracht vervolgens een verdrag tot stand, dat als Edict van Beaulieu door de koning op 5 mei werd afgekondigd. Het bevatte godsdienstige vrijheden voor de protestanten door het hele land, behalve in Parijs.
Dit verdrag was tot grote ontevredenheid van Hendrik I van Guise, de leider van de Parijse katholieken, die de Katholieke Liga, oprichtte. Hij werd steeds meer een rivaal voor de troon.
Hendrik van Navarra had zich eind 1576 tot het calvinisme bekeerd. Dit was compleet onaanvaardbaar voor Hendrik van Guise en de Katholieke Liga, die eisten dat Hendrik III de Hugenoten zou bestrijden en kardinaal Karel van Bourbon erkennen als troonopvolger. Hendrik III kreeg echter geen geld om de oorlog te bekostigen en raakte in de problemen.

### Drie-Hendriken-oorlog (1585–1589)
De Katholieke Liga werd in het voorjaar van 1585 ongeduldig, agressief en greep de macht in verschillende Noord-Franse steden. Hendrik van Guise begon een serieuze rivaal te worden voor Hendrik III, die besloot eieren voor zijn geld te kiezen en alle katholieke eisen in te willigen. Het Verdrag van Nemours (juli 1585) ontnam de Hugenoten al hun rechten en sloot Hendrik van Navarra uit van de troonopvolging ten gunste van de kardinaal. Hiermee brak er oorlog uit tussen de Hugenoten van Hendrik van Navarra enerzijds en het ongemakkelijke bondgenootschap tussen Hendrik III en Hendrik van Guise anderzijds. De onderlinge strijd tussen de laatste twee zette zich echter voort en Guise eiste steeds meer macht op voor zichzelf, terwijl de Katholieke Liga via haar predikanten erin slaagde het volk op te zwepen tegen de koning. Uiteindelijk ontvluchtte deze op 12 mei 1588 een opstand in Parijs, dat in handen van de Liga viel. Hendrik III zag Hendrik van Guise als een te grote bedreiging, liet hem op 23 december 1588 te Blois vermoorden en diens broer kardinaal Lodewijk van Guise terechtstellen. Om Parijs terug te winnen sloot hij daarna een bondgenootschap met Hendrik van Navarra, die hij weer als opvolger erkende. Hendrik III werd echter op 1 augustus 1589 op zijn beurt vermoord door een fanatieke monnik, uit verontwaardiging over de moord op Guise. Daarmee kwam een einde aan het huis Valois.

### Laatste oorlogen (1589–1598)
De calvinist Hendrik van Navarra werd nu koning Hendrik IV, maar het kostte hem nog 10 jaar met vier oorlogjes en nóg een bekering (op 22 juli 1593) tot het katholicisme om als koning door het hele land aanvaard te kunnen worden. Daarbij kwam het politiek goed uit dat een Spaans leger van Filips II Frankrijk was binnengevallen om de in 1589 gedane aanspraak op de Franse troon van zijn dochter Isabella van Spanje kracht bij te zetten. Isabella had slechte papieren voor deze aanspraak, die dan ook geheel voortkwam uit Filips' wens om Frankrijk te redden van het protestantisme. Hendrik kon hierdoor de binnenlandse oorlog veranderen in een verdediging tegen een buitenlandse mogendheid en zichzelf opwerpen als de enige man die Filips II kon weerstreven. Hiertoe accepteerde hij militaire steun van de protestantse koningin Elizabeth I van Engeland, die ook al in oorlog was met Spanje. Met de Triple Alliantie (1596) sloot de Republiek der Zeven Verenigde Nederlanden zich hierbij aan; zij voerde al langer de Tachtigjarige Oorlog tegen Spanje.

## Einde en nasleep
Met het Edict van Nantes maakte Hendrik IV in 1598 een eind aan de Hugenotenoorlogen en schonk de hugenoten een zekere mate van godsdienstvrijheid in vrijsteden met door hem betaalde garnizoenen. Bij de Vrede van Vervins in datzelfde jaar werd ook de Spaanse interventie in Frankrijk beëindigd. Isabella kreeg de Franse troon niet; Filips II moest tevreden zijn met een Frankrijk waar het katholicisme althans de officiële godsdienst was gebleven.
De bij het Edict geregelde vrijheid van de protestanten werd echter al gauw geschonden door het katholieke Franse hof en in twee stappen teruggedraaid: de eerste kwam nadat er drie Hugenotenopstanden tussen 1620 en 1629 bloedig waren neergeslagen door de als premier optredende kardinaal Richelieu; de tweede stap volgde in 1685, toen Lodewijk XIV het edict geheel herriep. Uiteindelijk herstelde Lodewijk XVI in 1787 tot op zekere hoogte de godsdienstvrijheid voor protestanten en joden, maar pas met de Franse Revolutie zou er in 1789 volledige godsdienstvrijheid komen.